# Кінделя
Кінде́ля (рос. Кинделя) — село у складі Ташлинського району Оренбурзької області, Росія.

## Населення
Населення — 1483 особи (2010; 1546 у 2002).
Національний склад (станом на 2002 рік):
- росіяни — 84 %